# Jack Dennis
Pour les articles homonymes, voir Dennis.
Jack Bonnell Dennis, né le 13 octobre 1931, est ingénieur électricien et informaticien. Il fut un pionnier dans les travaux sur le temps partagé (en anglais time-sharing) au Massachusetts Institute of Technology (ou MIT). Ses travaux ont été couronnés du prix Eckert-Mauchly en 1984.